# Sybra fuscoantesignata
Sybra fuscoantesignata är en skalbaggsart som beskrevs av Stefan von Breuning 1953. Sybra fuscoantesignata ingår i släktet Sybra och familjen långhorningar. Inga underarter finns listade i Catalogue of Life.